# Королёвослободский камень с крестом
Закладные Королёвослобо́дские ка́мни с изображением креста — гранитные валуны с изображением креста, обнаруженные в 2007 году при археологических раскопках в деревне Королёва Слобода-2 (Красновский сельсовет, Светлогорский район, Гомельская область, Белоруссия). В настоящее время перемещены на территорию историко-краеведческого музея города Светлогорска.

## История
В 2007 году при археологических раскопках города Казимир, существовавшего в XVII веке на месте Королёва Слобода-2, были найдены фундаментные валуны. Согласно выводу доктора исторических наук С. Е. Рассадина (Минск), они лежали в основании большого строения, возможно, ратуши. Находки перевезены в музей Светлогорска.
Крест, высеченный на валуне, имеет размер около 10 см по вертикали и горизонтали, ширина и глубина линий около 1 см. Валун можно отнести к так называемым закладным (фундаментным) камням с крестами. Он является примечательным образцом находок, содержащих информацию о старинных обычаях.
В 2009 году при раскопках на месте Благовещенского храма в Королёве Слободе-2, известного по документам с 1835 г. и, по-видимому, существовавшего со времени функционирования города Казимир, были обнаружены другие фундаментные валуны, на одном из которых был изображен шестиконечный голгофский крест.